# Bungko Lor
Bungko Lor is een bestuurslaag in het regentschap Cirebon van de provincie West-Java, Indonesië. Bungko Lor telt 3555 inwoners (volkstelling 2010).